# Kolonialpolizei

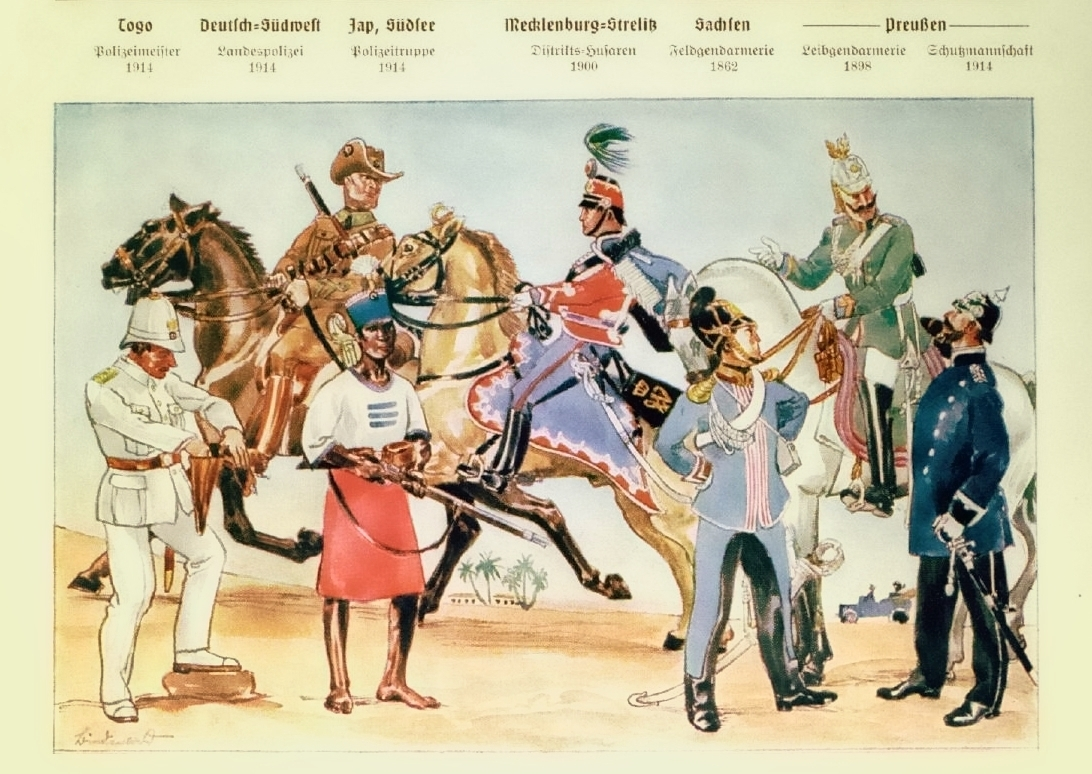
Deutsche Polizeieinheiten, darunter Ränge aus den deutschen Kolonien Togo, Deutsch-Südwestafrika und Deutsch-Neuguinea (linke Bildhälfte)

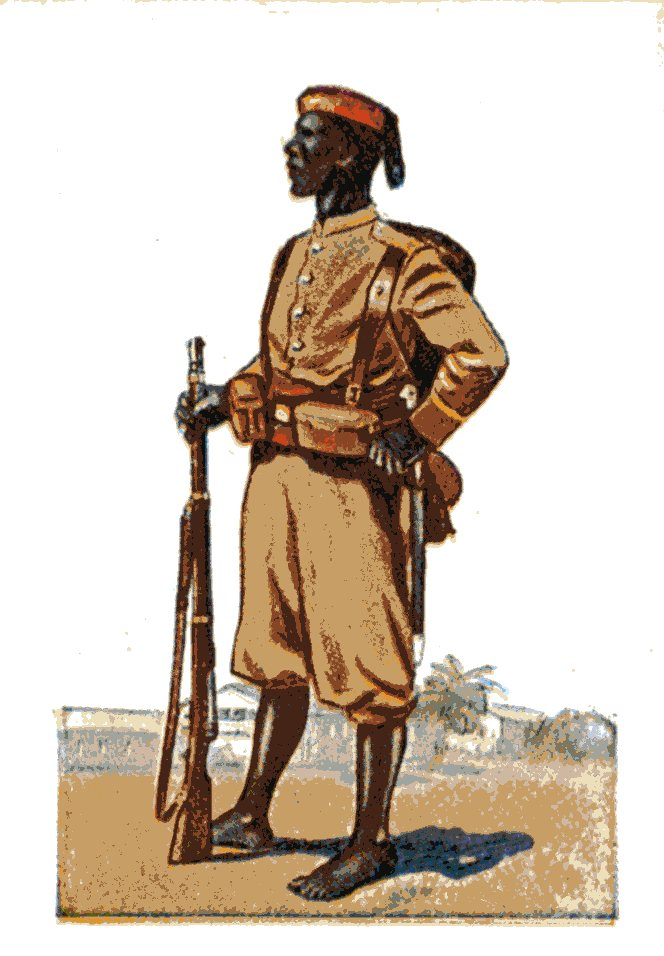
Polizeisoldat der Polizeitruppe Togo vor 1910. Khakifarbene Uniform, roter Fez. 1910 wurde eine khakifarbene Schirmmütze eingeführt.

Als Kolonialpolizei wurden Polizeitruppen in europäischen und US-amerikanischen Kolonien oder Protektoraten in Afrika, Asien, Lateinamerika und Ozeanien bezeichnet. Sie wurden mit dem Ende der Kolonialherrschaft entweder aufgelöst oder in nationalstaatliche Polizeien umgewandelt. Das Führungspersonal bestand in der Regel aus Offizieren der Kolonialmacht, während die Mannschaften und Unteroffiziere aus der einheimischen Bevölkerung rekrutiert wurden.

## Deutsche Kolonialpolizeien

### Kaiserreich

Polizeitruppe in den afrikanischen Kolonien des Deutschen Kaiserreiches, vor 1910

Das Deutsche Kaiserreich unterhielt in allen deutschen Kolonien Polizeitruppen; einen Sonderfall bildete aufgrund seines staatsrechtlichen Status das so genannte Pachtgebiet Kiautschou. Die Polizeitruppen waren Teil der Zivilbehörden; Landespolizeiführer war der Gouverneur mit den nach geordneten Bezirks- und Ortspolizeibehörden. In selbständigen Gemeinden wurde die Polizeigewalt durch den Gemeindevorsteher ausgeübt. Von 1895 bis etwa 1906 waren die Polizeitruppen organisatorisch eng mit den Schutztruppen verflochten, danach jedoch wieder selbständig.
1914 umfassten die deutschen Polizeitruppen über einen Personalbestand von gut 6000 Mann. Ein großer Teil des Personals war aus den jeweiligen Schutztruppen hervorgegangen, mit Ausnahme Togos und der Südseebesitzungen, in denen keine Schutztruppen existierten.
Die Tätigkeit der deutschen Kolonialpolizeien endete mit der Besetzung des jeweiligen Kolonialgebiets durch Truppen der westlichen Entente-Mächte während des Ersten Weltkriegs, so in Togo, Kiautschou und den Besitzungen in der Südsee 1914, in Deutsch-Südwestafrika 1915, in Kamerun 1916 und Deutsch-Ostafrika 1917. Ihre formale Auflösung erfolgte 1919 als Folge des Versailler Vertrags. In Einzelfällen, so nachweisbar für Togo, wurde das Personal teilweise von den neuen Kolonialmächten, in diesem Fall Großbritannien, übernommen.

#### Polizeitruppe Deutsch-Ostafrika

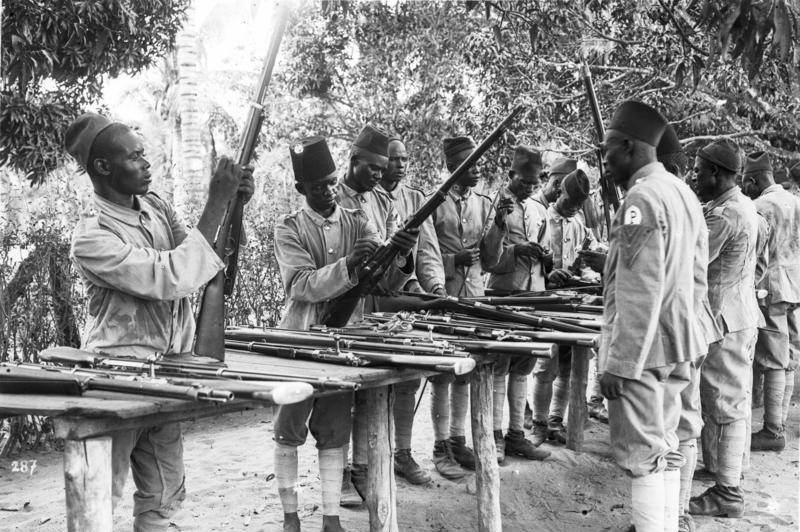
Polizei-Askaris in Deutsch-Ostafrika, zwischen 1906 und 1918

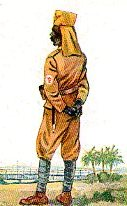
Polizei-Askari in Deutsch-Ostafrika um 1910

Die Kolonie wurde während des so genannten Araberaufstands (Aufstand der ostafrikanischen Küstenbevölkerung) durch die Polizeitruppe für Ostafrika, die informell nach ihrem Führer, dem Reichskommissar Hermann von Wissmann, Wissmanntruppe genannt wurde, erobert. Mit Wirkung vom 1. Februar 1892 erfolgte eine Trennung in Schutz- und Polizeitruppe.
1914 bestand die Polizeitruppe aus vier Offizieren, 61 „weißen“ Polizeiwachtmeistern, 147 „farbigen“ Unteroffizieren und 1863 Polizei-Askaris. In den zu Deutsch-Ostafrika gehörenden Residenturen Urundi, Ruanda und Bukoba wurde die Polizeigewalt durch die örtlichen einheimischen Herrscher ausgeübt.

#### Landespolizei Deutsch-Südwestafrika
Eine erste Polizeitruppe wurde 1891 aufgestellt; 1894 erfolgte die Trennung in Polizei- und Schutztruppe. 1903 wurde zeitweise Nama-Angehörige als Polizisten für ein Sonderkommando angeworben und nach ihrem Kapitän Hendrik Witbooi Witbooi-Polizisten genannt. Unter der Führung des Leutnants Berneck fahndeten sie nach dem Viehräuber Blauberg. Die Witboois trugen dabei Schutztruppenuniformen mit den charakteristischen weißen Hüten der Nama, an denen als Hoheitsabzeichen der Kaiseradler angebracht war. Blauberg wurde Anfang Oktober 1903 gestellt und erschossen, seine Bande aufgelöst. Einzelheiten sind nicht bekannt. Die Witboois waren angeworben worden, weil sich das Gouvernement außer Stande sah, mit deutschen Polizisten Blaubergs habhaft zu werden.
1907 wurde die so genannte Berittene oder Kaiserliche Landespolizei (Lapo) gegründet, die sich im Gegensatz zu anderen deutschen Kolonialpolizeitruppen seit dem Aufstand der Herero und Nama ausschließlich aus weißen Polizisten zusammensetzte. Bis zu den Aufständen hatten auch Nama im Polizeidienst gestanden. Ihre Sollzahl betrug 720 Polizeiwachtmeister und -sergeanten, doch wurde diese Zahl nie erreicht.
1913 wurden in Kupferberg und Spitzkoppe Polizeidepots zur besseren Ausbildung und Versorgung der Truppe eingerichtet. 1914 verfügte die Lapo über sieben Offiziere, neun Mann Verwaltungspersonal, 68 Polizeiwachtmeister, 432 Polizeisergeanten und 50 Vertragspolizisten. Hinzu kamen 370 „farbige“ Polizeidiener und 155 Hilfskräfte, wobei die Polizeidiener ebenfalls, wenn auch nicht nach dem Standard der „weißen“ Polizeiangehörigen, bewaffnet und uniformiert waren.
In den 16 Bezirken bzw. Distrikten einschließlich der Residentur Caprivizipfel der Kolonie existierten 1912 insgesamt 92 Polizeistationen. In den vier Regionen Caprivizipfel, Kavango, Ovamboland und Kaokoveld wurde die Polizeiherrschaft nicht durch die LaPo, sondern die lokalen afrikanischen Autoritäten ausgeübt.

#### Polizeitruppe Kamerun

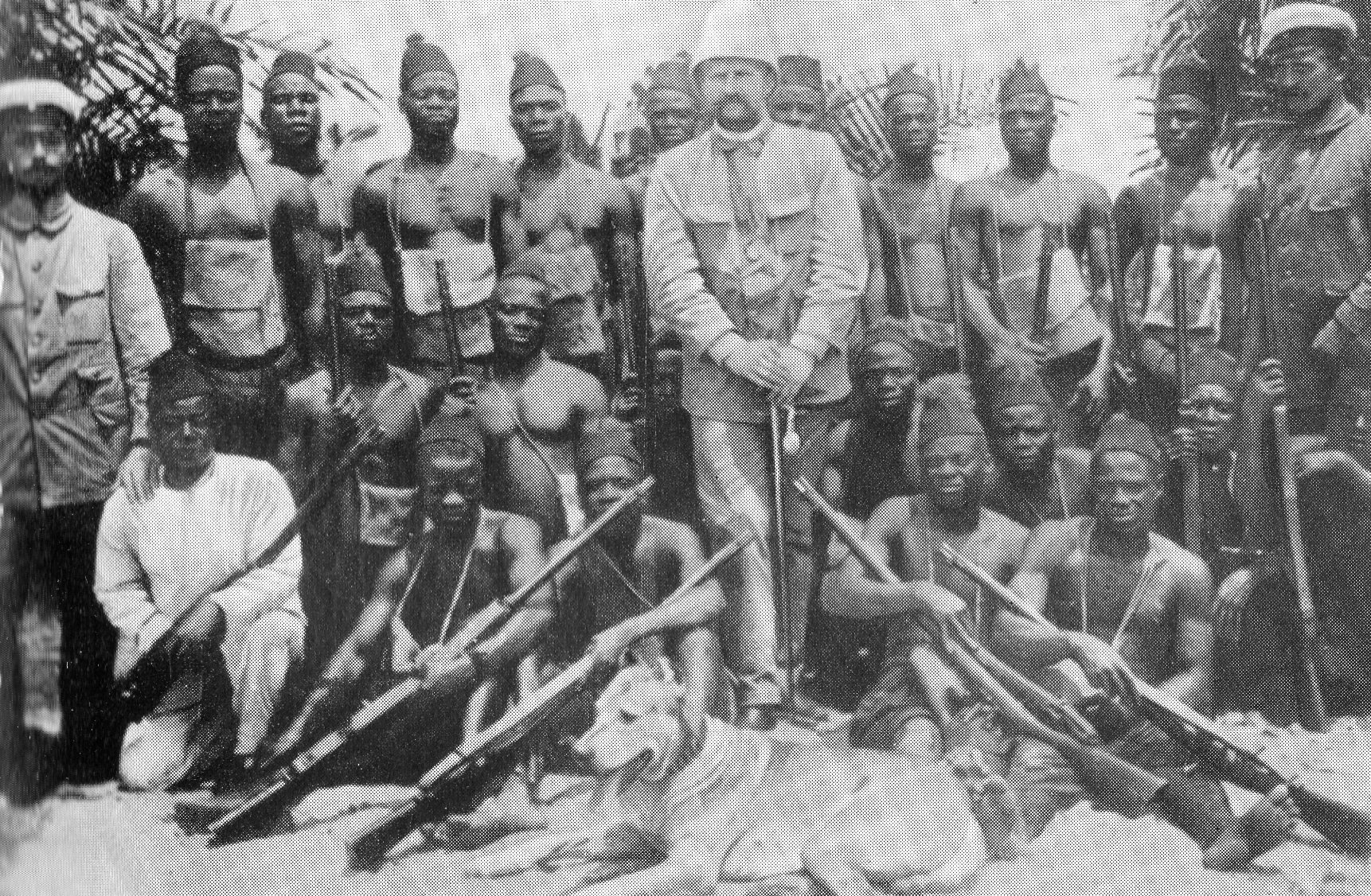
Deutscher Kommandant und Angehörige der Polizeitruppe Kamerun, um 1894

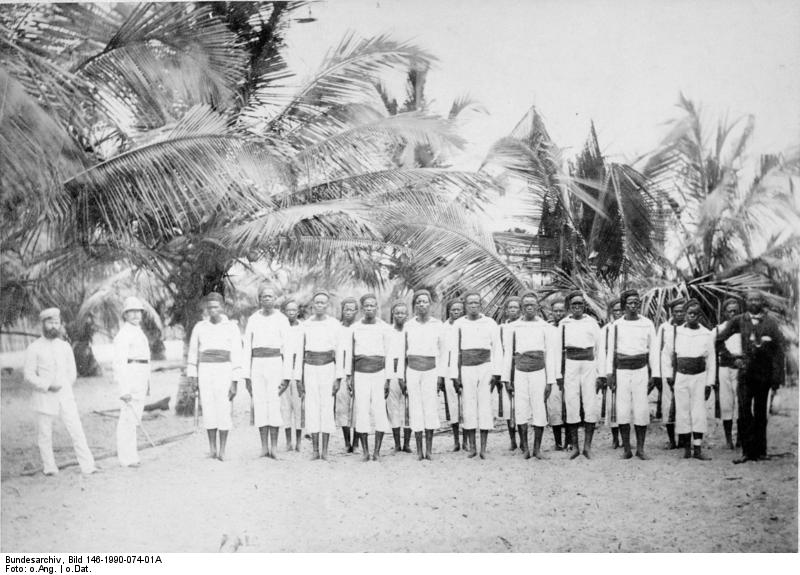
Haussa-Söldner in den deutschen Kolonien

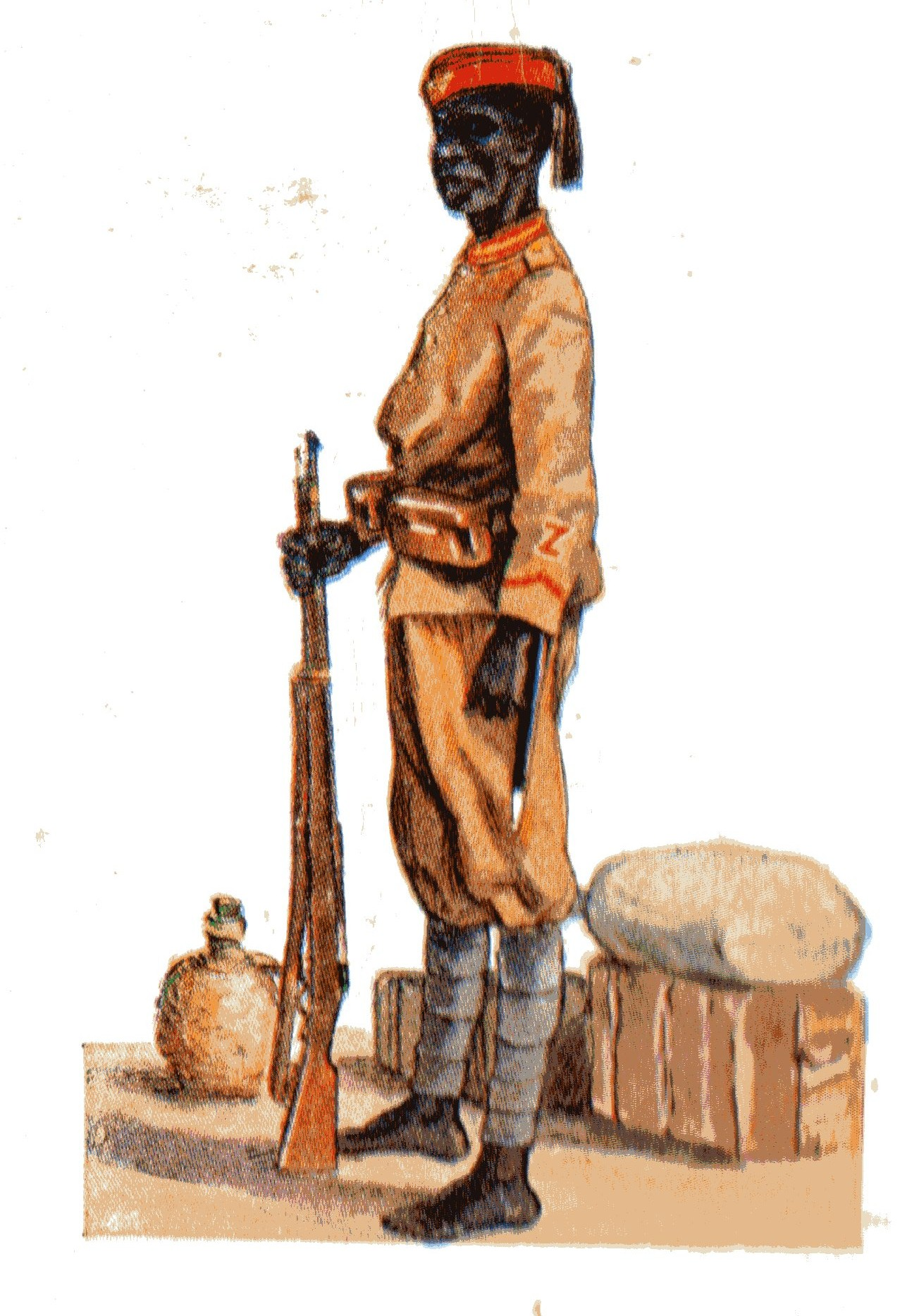
Polizeitruppe Kamerun Polizeisoldat im Zolldienst, um 1910

Die Polizeitruppe Kamerun wurde im Oktober 1891 gegründet und bestand ursprünglich aus 15 Haussa-Söldnern sowie 18 bis 20 Kru-Söldnern aus Liberia. Bereits in der Anfangsphase wurden 21 der so genannten Dahomey-Sklaven in der Truppe eingestellt, deren Zahl bis 1893 auf 55 anwuchs. Diese vom Gouvernement freigekauften Sklaven, die durchaus nicht alle aus dem Gebiet von Dahomey stammten, sondern auch aus anderen westafrikanischen Regionen, sollten, analog zu ehemaligen Sklaven in der Polizeitruppe Togo, ihren Freikauf durch ihre Dienstzeit abdienen.
Im Dezember 1893 kam es zum Dahomey-Aufstand, der von den Deutschen niedergeschlagen wurde, vor allem durch den Einsatz des Stationärs der Westafrikanischen Station der Kaiserlichen Marine, Hyäne. Das Kanonenboot setzte ein Landungskorps aus und beschoss die Stellungen der Rebellen. Aus Wilhelmshaven war der Kleine Kreuzer Sperber zur Verstärkung entsandt worden, ebenso eine Kompanie Marine-Infanterie, die jedoch nicht mehr rechtzeitig in Kamerun eintrafen. 47 der Meuterer wurden hingerichtet oder zu erneuter Zwangsarbeit verurteilt. Der Aufstand, ausgelöst durch eine brutale Misshandlung der Polizeisoldaten durch ihr deutsches Führungspersonal und Vergewaltigungen ihrer Ehefrauen durch Vorgesetzte, war einer der größten Skandale in der Frühzeit der deutschen Kolonialgeschichte.
In der Folgezeit wurden Söldner aus dem Sudan und Liberia angeworben, teilweise auch Personal, das vorher in britischen oder französischen Diensten gestanden hatte. Im Laufe der Zeit wurde, wie in den anderen deutschen Kolonien auch, verstärkt aus der einheimischen Bevölkerung rekrutiert. 1894 erfolgte eine Umorganisation. Während der größte Teil der Polizeitruppe in der neuen Schutztruppe aufging, bildeten 100 Mann den Kern einer Landespolizei.
Die Truppe bestand 1914 aus vier Offizieren, 37 Mann sonstigem „weißen“ Dienstpersonal und 1255 „farbigen“ Mannschaften ausschließlich des gut 50 Mann starken Zollpersonals.

#### Polizeitruppe Togo

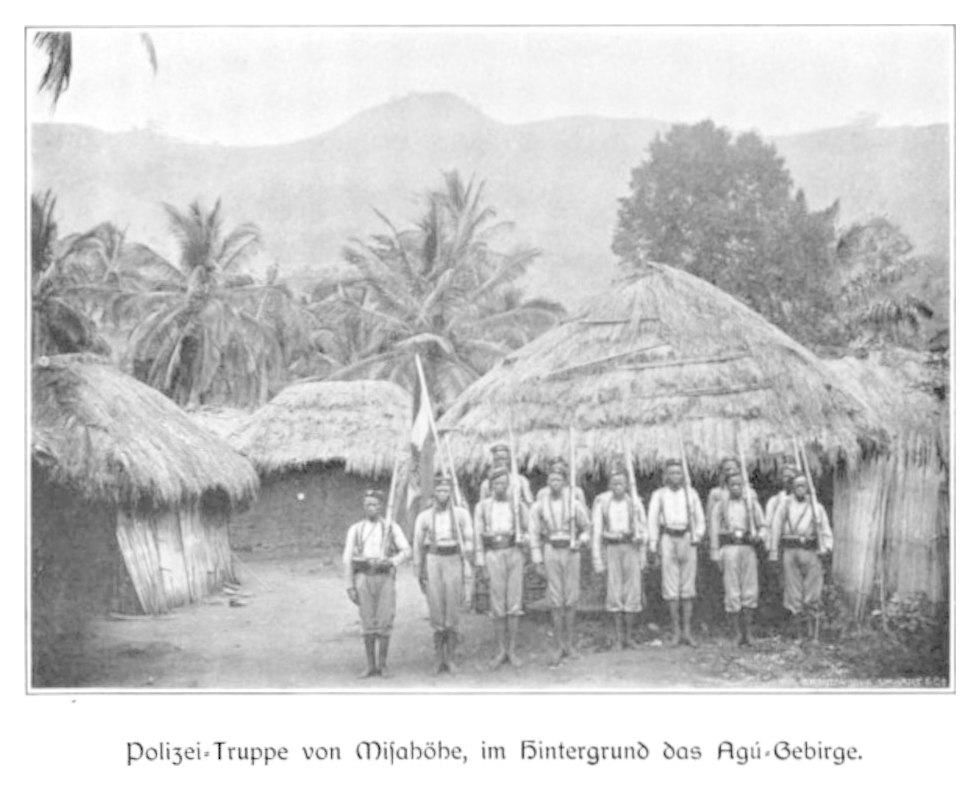
Polizeitruppe von Misahöhe (Togo), vor 1905

Die Gründung der Polizeitruppe für Togo erfolgte durch einen Erlass des Reichskanzlers Otto von Bismarck vom 30. Oktober 1885. Da das Schutzgebiet Togo nicht über eine eigene Schutztruppe verfügte, wurde die Truppe auch für militärische Aufgaben eingesetzt. Die ersten „farbigen“ Polizeisoldaten waren 12 Haussa-Söldner, die Ende 1885 durch eine Vermittlung der britischen Behörden in Nigeria angeworben wurden. Das Personal wurde durch weitere Anwerbungen von Haussa, Yoruba und anderer Ethnien verstärkt. Zum Teil wurden auch freigekaufte Sklaven eingesetzt, die ihren Kaufpreis bei ihrem deutschen Dienstherrn abdienen mussten.
Die Dienstzeit der Polizeisoldaten betrug ursprünglich drei, ab 1908 fünf Jahre. „Farbige“ Polizeisoldaten konnten bis zum Dienstgrad Feldwebel befördert werden. Die Besoldung lag deutlich über der Vergütung eines ungelernten Arbeiters oder Trägers, außerdem hatten sie das Recht auf freie Unterkunft sowie freie medizinische Versorgung für sich und ihre Familienangehörigen. Die Verpflegung mussten die Söldner selbst tragen, allerdings nicht auf Expeditionen oder Dienstreisen. Aufgrund eines Prämiensystems, das bereits Anfang der 1890er Jahre eingeführt worden war, gelang es der deutschen Verwaltung, einen großen Teil der Söldner immer wieder für eine Neuverpflichtung zu gewinnen.
1910 wurde nach dem Vorbild französischer Truppen in Westafrika eine Polizeireserve eingeführt, in die ehrenvoll entlassene Polizeisoldaten und als politisch zuverlässig geltende Einheimische aufgenommen wurden. Bis 1914 wurde auch immer mehr Personal aus der einheimischen Bevölkerung rekrutiert. In Lomé war eine so genannte Expeditionskompanie stationiert, die bei Aufständen eingesetzt werden sollte. Allein zwischen 1894 und 1900 wurde die Polizeitruppe auf 35 Feldzügen und in 50 kleineren Gefechten eingesetzt.
1914 stand die Truppe unter dem Kommando des Geheimen Regierungsrats und Majors a. D. Hans-Georg von Doering. Sie umfasste zwei Offiziere, eine unbekannte Anzahl von weißen Polizeimeistern und 530 farbige Soldaten. Da dort keine Schutztruppe existierte, nahm die Polizei beim Ausbruch des Ersten Weltkriegs in Togo den Kampf gegen eindringende britische und französische Kolonialtruppen auf, kapitulierte jedoch angesichts der aussichtslosen strategischen und taktischen Situation bereits am 27. August 1914 bei der Funktelegraphenstation Kamina. Ein Teil der Polizeisoldaten trat nach kurzer Gefangenschaft in britische Kolonialdienste.

#### Polizeitruppen in den Südseebesitzungen

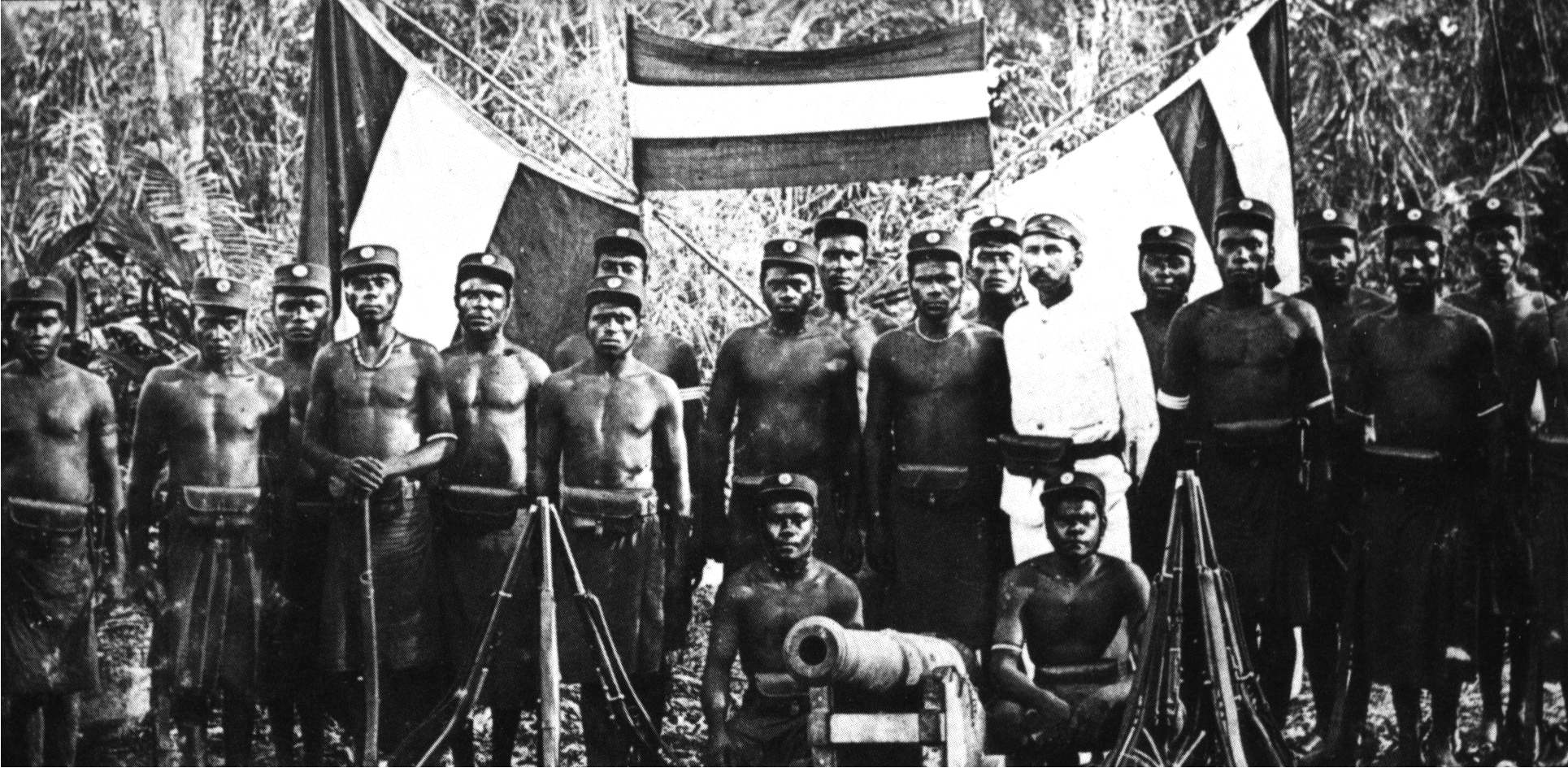
Polizei der Neuguinea-Kompagnie, 1885

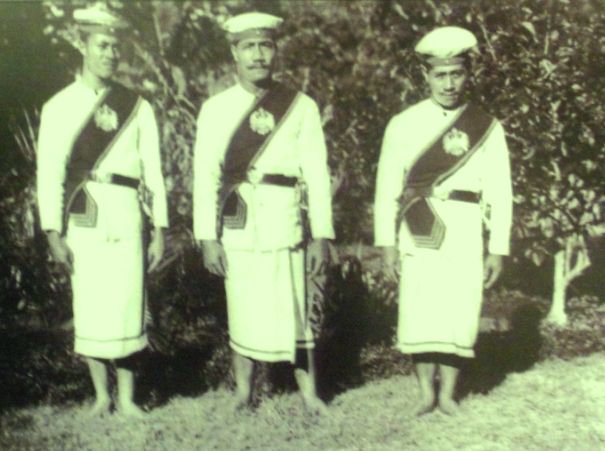
Polizisten in deutschen Diensten auf Samoa

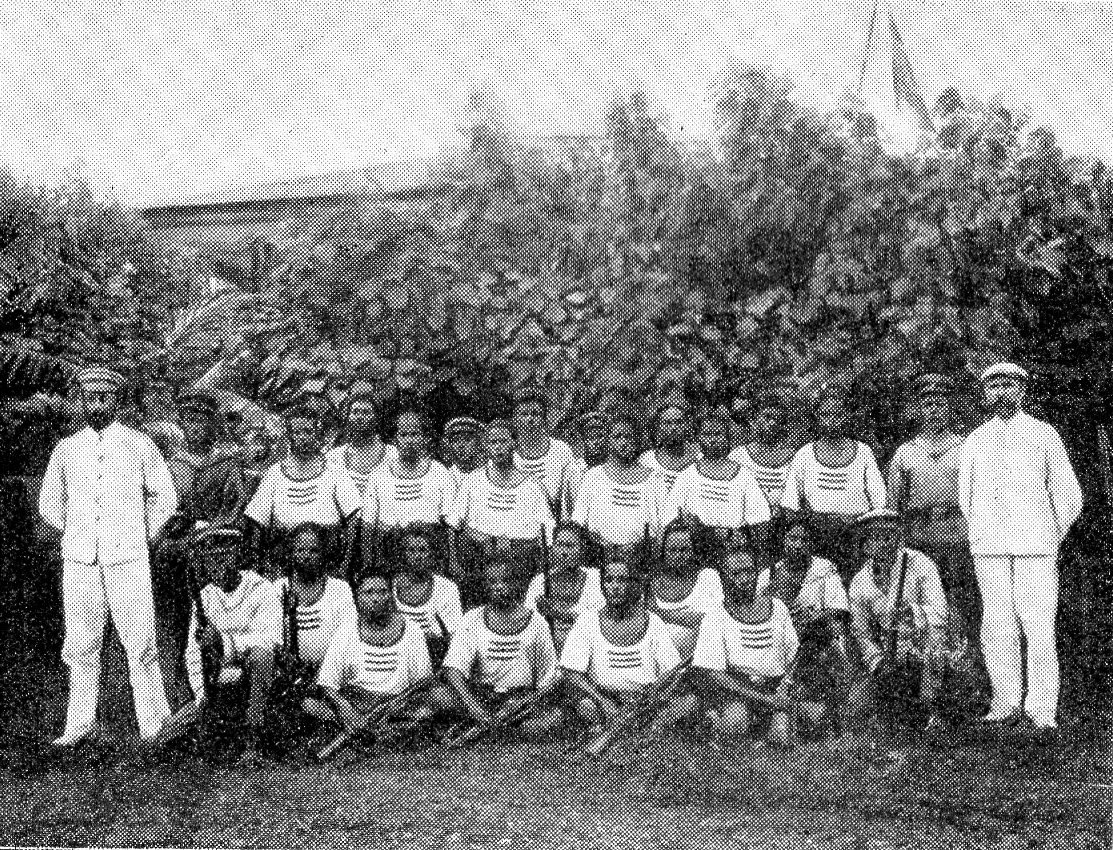
Yap, Polizeitruppe 1900. Aufnahme durch Leutnant zur See Max Fleck (1874–1942), SMS SEEADLER

Die deutschen Kolonien im Südpazifik, Deutsch-Neuguinea und Deutsch-Samoa genannt, umfassten die Gebiete und Inseln Kaiser-Wilhelms-Land (heute Nord-Papua-Neuguinea), Bismarck-Archipel und Bougainville (beide heute Papua-Neuguinea), die nördlichen Salomon-Inseln (heute Salomonen), die Nördlichen Marianen, die Marshallinseln, Palau, die Karolinen, Nauru und Deutsch-Samoa.
Bereits die Neuguinea-Kompagnie, die anfangs die Verwaltung Deutsch-Neuguineas übernahm, bildete melanesische Polizeisoldaten aus. Die reguläre Polizeitruppe von Neuguinea wurde 1899 mit einem Personalbestand von zwei „weißen“ Offizieren und 99 „farbigen“ Polizeisoldaten gegründet. Bei ihrer Tätigkeit arbeitete die Polizeitruppe aufgrund der geographischen Verhältnisse eng mit den Stationären der Australischen Station der Kaiserlichen Marine zusammen. So operierten auch die Polizeitruppe und Landungskorps deutscher Marine-Einheiten zusammen bei der Niederschlagung des Aufstands auf Ponape 1910/11 (Aufstand der Sokehs). 1914 umfasste die Truppe 19 „weiße“ Polizeimeister und 670 „farbige“ Polizisten.
Auf Deutsch-Samoa bestand 1913 ein Polizeisekretariat mit vier deutschen und einem samoanischen Polizisten, darunter ein Polizeimeister. Hinzu kamen 30 so genannte Fitafita und 20 bis 25 Landespolizisten, Leoleo genannt. Deutsche Residenten forderten seit 1902 die Auflösung der Fitafita, da diese ihrer Meinung nach gegenüber „weißen“ Residenten zu selbstbewusst auftraten.
Ein Anlass zur Auflösung wurde ein Zwischenfall am 8. Februar 1914, als die erst seit kürzlich im Dienst stehenden Fitafita Ao, Faalili, Fili und Sefo nach einem Kinobesuch in Apia Amok liefen, chinesische Arbeiter beraubten und bei ihrer Flucht zwei deutsche Residenten ermordeten. Sie wurden am 11. Februar 1914 in dem Dorf Malie gestellt. Nach einem vierstündigen Schusswechsel, bei dem Sefo getötet wurde, wurden die Überlebenden überwältigt und Faalili und Fili von einigen Samoanern sofort gelyncht, während der schwer verletzte Ao einige Tage später hingerichtet wurde. Der Gouverneur erklärte sich den Vorgang mit der Wirkung eines Western, den die vier Polizisten gesehen hatten. Die Truppe wurde daher im März 1914 aufgelöst und nur einige Längergediente in die allgemeine Verwaltung übernommen.

#### Polizeitruppe Kiautschou

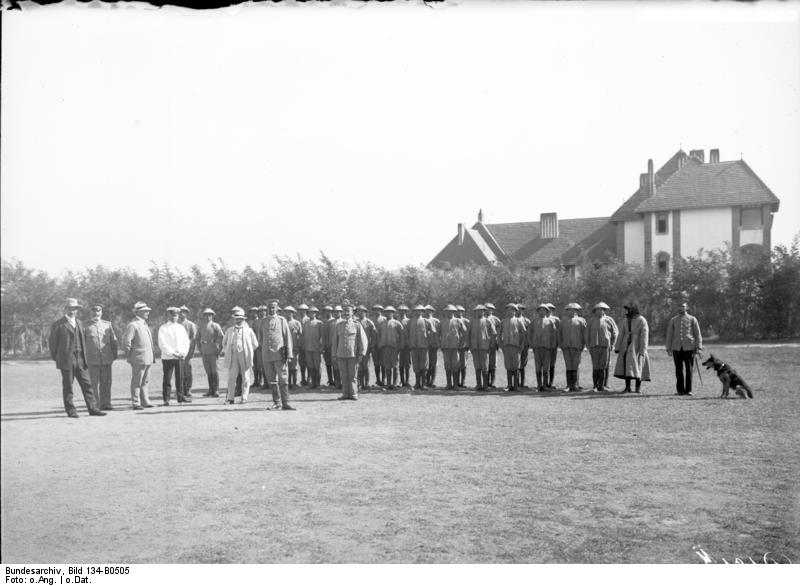
Chinesische Polizei in Tsingtau, vor 1914

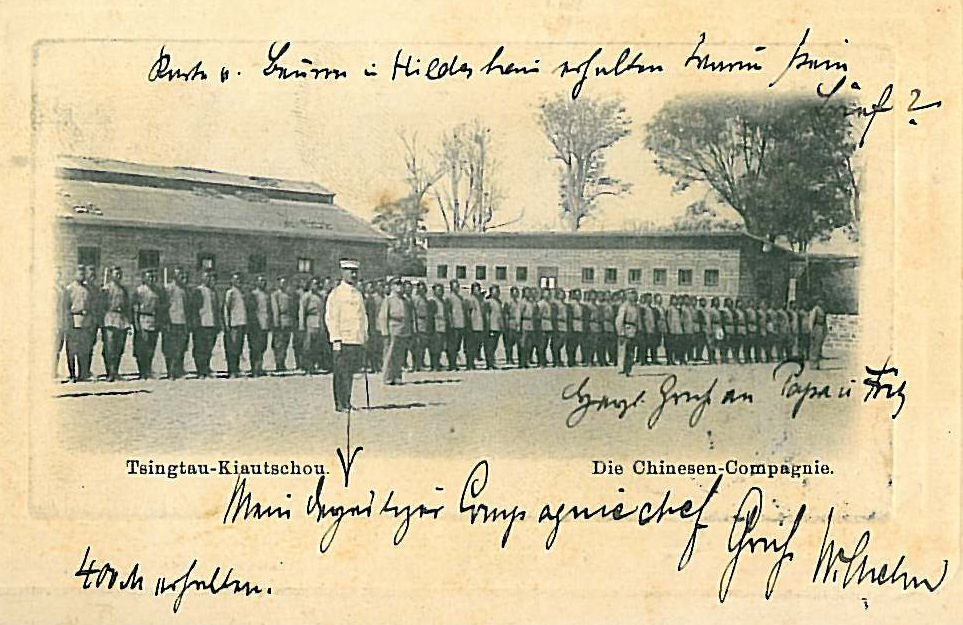
Kasernierte Chinesen-Kompanie (1902)

Kiautschou nahm im deutschen Kolonialwesen als so genanntes Pachtgebiet und Marinestützpunkt einen Sonderstatus ein. Es unterstand daher nicht dem Auswärtigen Amt bzw. später dem Reichskolonialamt, sondern dem Reichsmarineamt. Es waren im Pachtgebiet (später Schutzgebiet) keine Schutztruppen stationiert, sondern die eigens aufgestellte „Besatzungstruppe“ mit dem III. Seebataillon. Die Aufstellung und Ausbildung der Polizeitruppe von Kiautschou besorgte der Gouverneur von Tsingtau mit Unterstützung des III. Seebataillons.
Zur Polizeiaufsicht über den chinesischen Bevölkerungsteil der Stadt Tsingtau wurden bereits Anfang 1898 sechs chinesische Polizisten eingestellt, deren Anzahl im Oktober 1899 bereits bei 28 lag. Ebenfalls 1899 wurde die so genannte Chinesenkompanie aufgestellt, die aus chinesischen Söldnern bestand und für einen militärischen Einsatz sowohl im Pachtgebiet als auch in anderen deutschen Kolonien vorgesehen war. Ihre Angehörigen neigten jedoch während des Boxeraufstands zur Desertion, so dass die Einheit 1901 wieder aufgelöst wurde; ihre Angehörigen traten in die so genannte Chinesen-Polizei oder Chinesische Polizei ein, die 1914 60 Mann umfasste.
Diese Polizei wurde bei Ausbruch des Ersten Weltkriegs auch gegen die japanischen Invasionstruppen eingesetzt; ihr Schicksal ist unbekannt. Die Uniformierung der Polizeitruppe bestand aus einer Mischung von europäischen und chinesischen Elementen; im Sommer wurde eine Khaki-, in den Wintermonaten eine dunkelblaue Uniform getragen. Befehligt wurde die Truppe von einem europäischen Stab. Unklar ist bislang, wie der Polizeidienst im europäischen Teil Tsingtaus organisiert war.

### Drittes Reich
Um sich auf die erwartete zukünftige Eroberung von Kolonien in Afrika vorzubereiten, erhielten im Februar 1938 ausgewählte Angehörige der Ordnungspolizei einen Kolonial-Sonderkurs an der Ausland-Hochschule der Polizei in Berlin. Lerninhalte waren der Sprachunterricht, die Kartografie, das Kolonialrecht, die Tropenhygiene und die Kolonialtechnik.
Im März 1939 meldeten sich 380 Offiziere und 2000 Wachtmeister der Ordnungspolizei für die künftige Kolonialpolizei. Dazu wurde im Frühjahr 1941, auf Anweisung des Reichsführers SS und Chef der Deutschen Polizei, Heinrich Himmler, im Schloss Oranienburg bei Berlin eine Kolonialpolizeischule eingerichtet, in der Beamte der Ordnungspolizei auf den Dienst in zukünftigen deutschen Kolonien vorbereitet werden sollten. Die Schule, die 600 Polizisten gleichzeitig ausbilden konnte, wurde durch Kurt Daluege am 21. April eröffnet. Erster Kommandeur war der Oberst der Gendarmerie Herbert Jilski. Eine weitere Kolonialpolizeischule befand sich in Wien-Strebersdorf.
Aufgrund des Verlaufs des Zweiten Weltkriegs kam es nur zu kleinen Einsätzen in Libyen 1941/42. Organisatorisches Vorbild für diese Polizei waren nicht die deutschen Kolonialpolizeien des Kaiserreichs, sondern die zeitgenössische italienische Polizia dell’Africa Italiana (PAI), die in Libyen und Ostafrika stationiert war. Angehörige der Ordnungspolizei, die für die Kolonialpolizei ausgebildet wurden, absolvierten auch Lehrgänge an der italienischen Kolonialpolizeischule in Tivoli. Der erste Lehrgang fand offenbar im November / Dezember 1940 statt, ein zweiter folgte im Januar 1941.

## Großbritannien

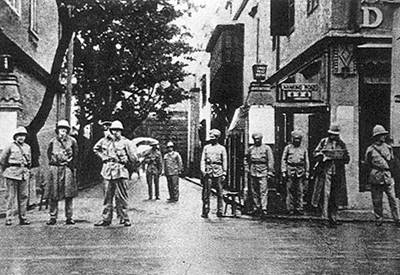
Britische Polizeikräfte während der Bewegung des 30. Mai, Shanghai, 1925

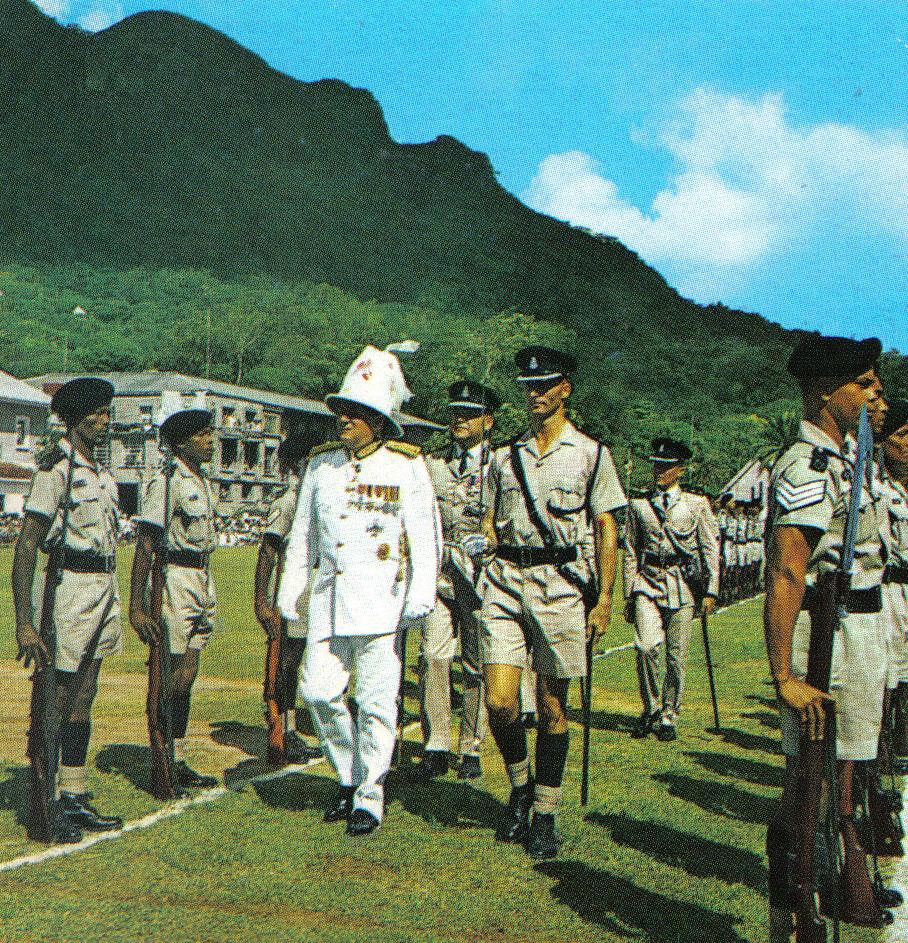
Seychellen, Ehrenformation der Polizei bei der Inspektion des Governor-General, 1972

### China
Sowohl in der Kronkolonie Hongkong als auch in den anderen britischen Konzessionen in China unterhielt Großbritannien eigene Polizeikräfte. Eine große Abneigung bei der chinesischen Bevölkerung gewann die überwiegend aus Sikhs und Briten bestehende Shanghai Municipal Police, die 1925 für das Massaker vom 30. Mai verantwortlich war.

### Ghana
Im heutigen Ghana (früher Goldküste) wurden von britischer Seite 1831 erste Polizeikräfte aufgestellt. 1844 erfolgte die Gründung der Gold Coast Militia and Police, 1876 deren Umwandlung in die Gold Coast Constabulary. 1894 erfolgte die Umwandlung in eine reine Polizeitruppe. 1948 wurden Spezialeinheiten zur Aufruhrbekämpfung aufgestellt, 1958 wurde die bisherige Kolonialpolizei in die staatliche Polizei Ghanas umgewandelt.

### Kanada
In Kanada wurde 1873 zur Kontrolle der Nordwest-Territorien die North-West Mounted Police aufgestellt; Vorbild war die Royal Irish Constabulary. Die Truppe ging 1920 durch eine Zusammenlegung mit der Dominion Police in die Royal Canadian Mounted Police auf.

### Kenia
Auf dem Gebiet des heutigen Kenia wurde von britischer Seite 1887 eine Polizeikompanie aufgestellt, die jedoch hauptsächlich im Küstenbereich für Bewachungsaufgaben zuständig war. 1907 erfolgte die Gründung der Kenya Police Force. Während des Ersten Weltkriegs wurde sie gegen die Schutztruppe in Deutsch-Ostafrika eingesetzt, 1918 jedoch reorganisiert. Nach der Unabhängigkeit 1963 wandelte man sie in eine Nationalpolizei um, wobei die bislang von Briten besetzten höheren Dienstgrade durch Kenianer ersetzt wurden.

### Nigeria
Die erste britische Polizeitruppe im heutigen Nigeria wurde 1861 in Form einer gut 30 Mann starken Konsularwache aufgestellt. 1879 erfolgte die Bildung der Hausa Constabulary in Stärke von 1200 Mann. 1888 wurde in Lohoja die Royal Niger Company Constabulary, 1890 in Calaban die Niger Coast Constabulary gebildet. Nach diversen Um- und Neubildungen, bedingt durch die kolonialen Verwaltungsreformen, gründete man 1930 die Nigeria Police Force (NPF). Nach der Unabhängigkeit wurde die NPF in den 1960er Jahren regionalisiert, aber später wieder als NP nationalisiert und verfügt heute über etwa 370.000 Angehörige.

## Frankreich
Bereits 1716 wurde eine Kompanie der königlichen Maréchaussée auf Martinique stationiert, 1721 eine weitere auf Saint-Domingue (Haiti), 1764 auf der Bourbon-Insel. Im Zuge der Französischen Revolution 1791 wurde die Maréchaussée in die Gendarmerie nationale umgewandelt.
Mit dem Dekret vom 8. September 1830 wurde die Gendarmerie coloniale (GC) gegründet. 1840 erfolgte eine Neustrukturierung, danach existierten Abteilungen auf Martinique, Réunion, Guadeloupe und in Französisch-Guayana, 1843 auf Tahiti. 1846 wurde auf Tahiti eine Abteilung berittener Gendarmerie (Détachement de Gendarmerie à cheval) aufgestellt. 1854 folgten Abteilungen im Senegal, 1860 in Neukaledonien, 1861 in Cochinchina (als Force publique), 1888 in Nordvietnam als Détachement de Gendarmerie du Tonkin et le l´Annam, 1901 auf Madagaskar, 1908 in Französisch-Indien (als Cipayes de l´Inde), 1909 in Laos. 1911 wurde auf den Neuen Hebriden eine indigene Polizei aufgestellt. Zur Unterstützung dienten indigene Hilfsabteilungen, z. B. auf Madagaskar oder in Annam die Linh Co, die als örtliche Milizen Dörfer gegen Räuber und Piraten schützten.
1948 wurde die Gendarmerie coloniale in die Gendarmerie outre-mer (seit 1989 Commandement de la gendarmerie outre-mer) umgewandelt, die in den französischen Überseegebieten bis heute (2025) in Neukaledonien, Wallis und Futuna, Französisch-Polynesien, Réunion, Mayotte, Saint-Pierre und Miquelon, Guayana, Martinique und Guadeloupe stationiert ist und rund 4000 Angehörige umfasst.
Nach der Unabhängigkeit der meisten französischen Kolonien um 1960 wurden zum Aufbau der neuen Nationalpolizeien oftmals technische Hilfsmissionen der Gendarmerie outre-mer entsandt, z. B. nach Gabun oder in den Tschad.

## Belgien

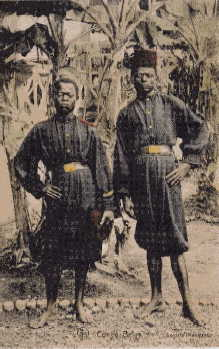
Angehörige der Force publique vom Fort de Shinkakasa, um 1900

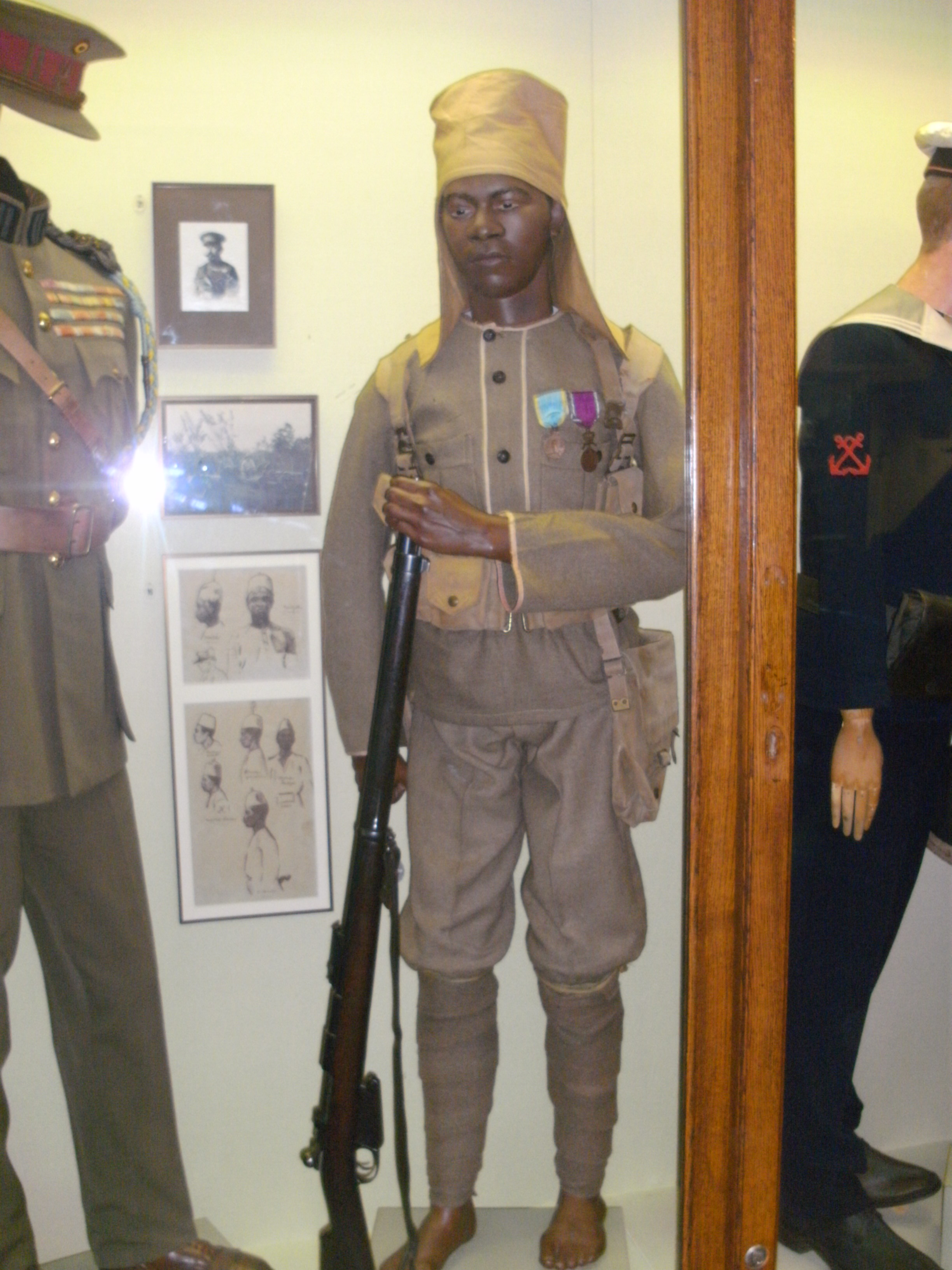
Uniform eines Soldaten der Force publique, 1918

Im Zuge der Gründung des Kongo Freistaats wurde im Jahr 1885 auch dessen Armee, die Force Publique gebildet, die an den so genannten Kongogräueln beteiligt war. Im Ersten Weltkrieg wurde sie in Deutsch-Ostafrika gegen die deutsche Schutztruppe unter Paul von Lettow-Vorbeck eingesetzt. Die Force publique wurde im Prozess der Unabhängigkeit der Kolonie 1960 in die Armée Nationale Congolaise umgewandelt.

## Niederlande

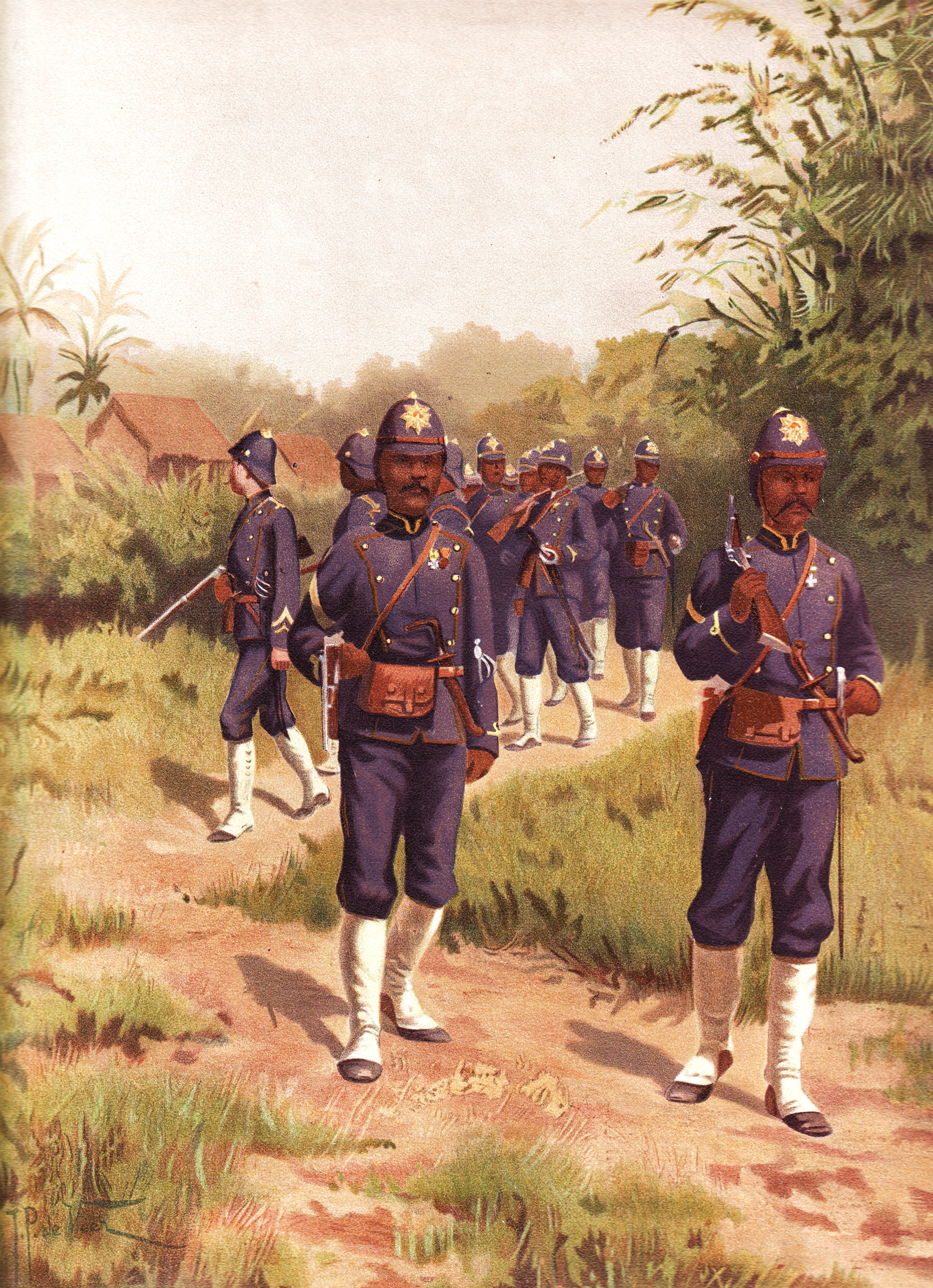
Marechaussees der Koninklijk Nederlandsch-Indisch Leger, 1896

In Niederländisch-Indien wurde 1890 das Korps Marechaussee te voet (Deutsch: Maréchaussée-Korps zu Fuß) als Teil der Kolonialarmee (Koninklijk Nederlandsch-Indisch Leger) aufgestellt. Die Truppe diente hauptsächlich der Guerillabekämpfung und wurde 1942 aufgelöst.

## Italien

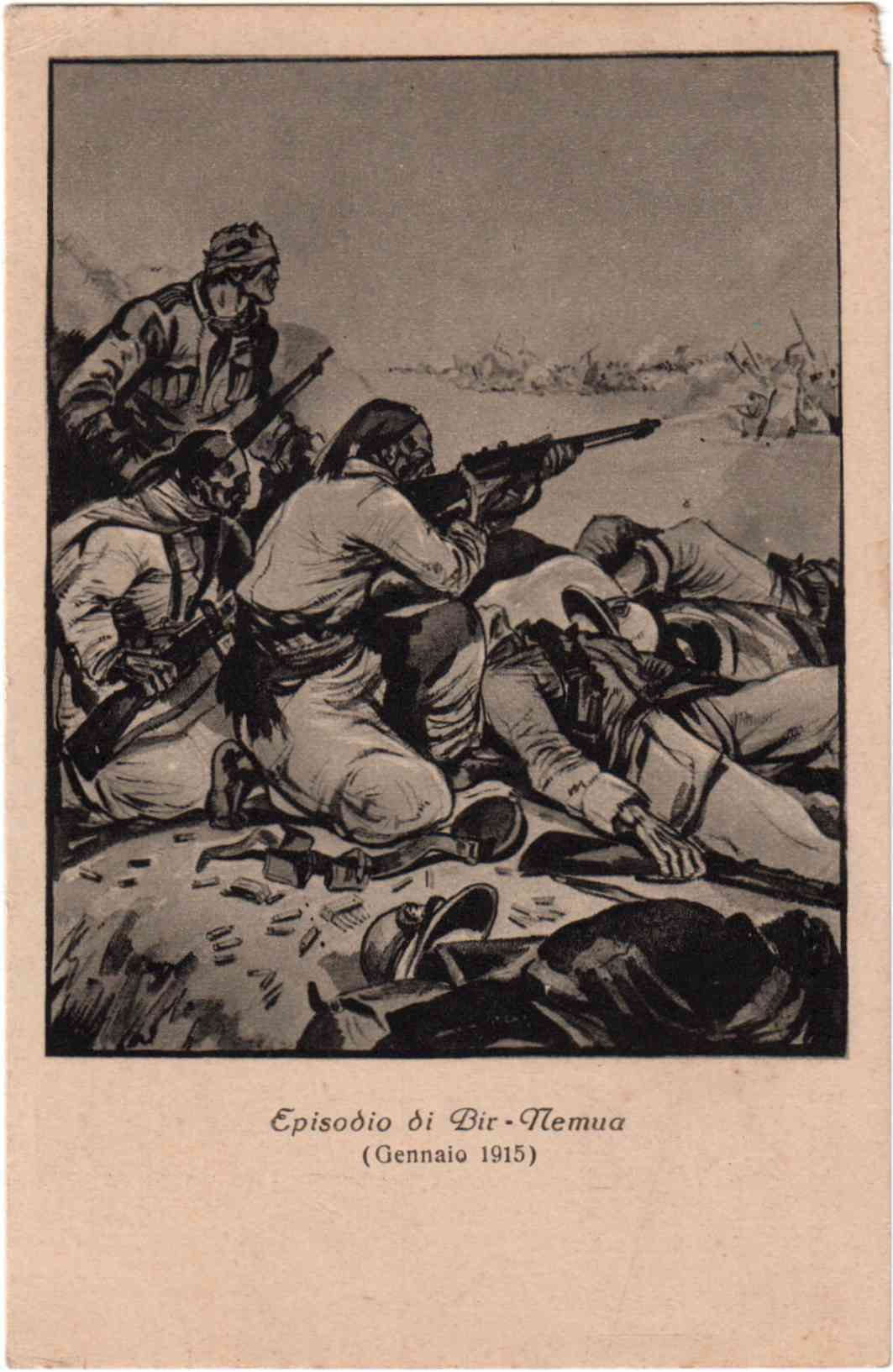
Libyen, kämpfende italienische Polizeikräfte, 1915

Italien unterhielt in seinen Kolonien Libyen und Ostafrika Kolonialpolizeien, die Zaptié und die Polizia dell’Africa Italiana (PAI). Beide setzten sich hauptsächlich aus Askaris zusammen. Die PAI diente als Vorbild für die ab etwa 1938 geplante deutsche Kolonialpolizei.

## Portugal
In den portugiesischen Kolonien in Afrika wurde der Polizeidienst nach ihrer Umwandlung in so genannte Überseeterritorien um 1952 durch die Policía de Segurança Pública ausgeübt. Sie war, wie auch der portugiesische Geheimdienst, die Polícia Internacional e de Defesa do Estado (PIDE), maßgeblich an den Kampfhandlungen gegen die Befreiungsbewegungen in Guinea (Guinea-Bissau), Angola und Mosambik während des Portugiesischen Kolonialkriegs bis 1974 beteiligt.

## Spanien
Spanien gründete 1729 im Vizekönigreich Neuspanien eine paramilitärische Truppe aus Dragonern, die informell aufgrund ihrer besonderen Schutzkleidung als Dragones de Cuera (Lederdragoner) bezeichnet wurden.
Die Lederdragoner dienten als eine Art Grenzpolizei von der kalifornischen Pazifikküste im Westen bis zur Ostgrenze von Texas sowie in Florida. Ihr Name leitete sich von der cuera (Leder) ab; einem nach dem Vorbild aztekischer Krieger des frühen 16. Jahrhunderts gesteppten Lederpanzer, der über einer einfachen Uniform getragen wurde. Die cuera schützte vor indianischen Pfeilen und Lanzen. Die Dragoner trugen außerdem Lederhosen, die Dornbüsche abhalten sollten. Als Hauptwaffe der Dragoner diente eine Lanze, obwohl sie auch mit einem Karabiner, zwei Pistolen, einem Säbel, Dolch und Lederschild ausgerüstet waren.
Gestützt auf eine Kette von presidios, kleinen Forts, operierten sie kompanieweise auf Forschungsexpeditionen in die indianischen Gebiete und schützten Missionen und Siedlungen, aber auch befreundete indianische Stämme vor nomadisierenden Komanchen und Apachen.
Die Lederdragoner wurden nach der Gründung der Republik Mexiko 1821 in das entstehende mexikanische Nationalheer eingegliedert und offenbar in den 1840er Jahren aufgelöst.

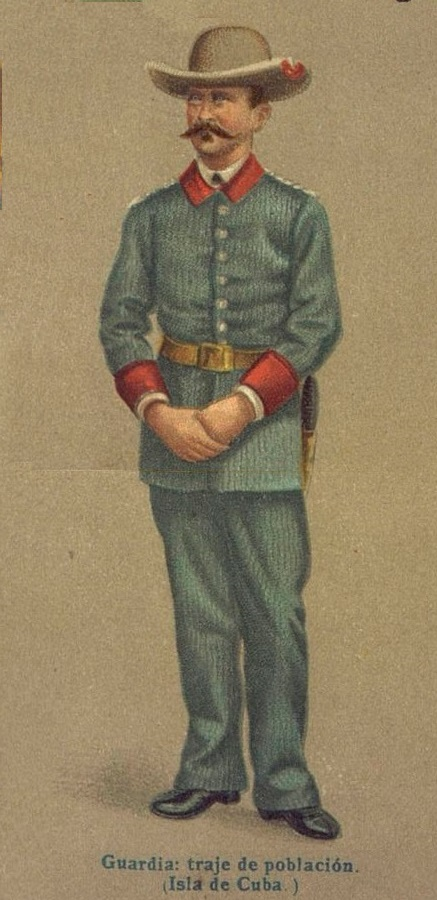
Guardia Civil 02a

Nach der Gründung der Guardia Civil im spanischen Mutterland 1844 wurden nach und nach auch in den Generalkapitanaten Kuba, Puerto Rico und der Philippinen Garden aufgestellt. Die Guardia Civil de Filipinas war die einzige, die sich auch aus Indigenen rekrutierte. Alle drei Garden wurden nach dem Verlust der Kolonien im Spanisch-Amerikanischen Krieg 1898 aufgelöst.
In Spanisch-Sahara wurde 1960 die Policía Territorial del Sahara gegründet; bis dahin hatten seit 1926 die Tropas Nómadas unter anderem Polizeifunktionen innegehabt. Die Policía Territorial wurde 1976 aufgelöst.

## Dänemark
1906 beschloss Dänemark, sein in Dänisch-Westindien stationiertes Westindisches Militär aufzulösen und stellte als Ersatz das Westindische Gendarmerie-Korps auf, das von 1907 bis zum Verkauf der Kolonie an die USA 1917 tätig war.

## USA
Obwohl die Vereinigten Staaten formal nie als Kolonialmacht auftraten, besetzten sie jedoch zwischen 1898 und 1934 in den so genannten Bananenkriegen zeitweise die Philippinen, Kuba, Haiti, Nicaragua und die Dominikanische Republik. Sie stellten dort teilweise paramilitärische Truppen auf, die gleichzeitig Polizeidienst ausübten.

### Gendarmerie d'Haïti
Die Gendarmerie d’Haïti wurde im September 1915 zu Beginn der amerikanischen Besetzung Haitis gegründet und wurde wie ihre späteren Schwesterorganisationen in Nicaragua und der Dominikanischen Republik durch das United States Marine Corps aufgebaut. Ihre Personalstärke betrug anfänglich 183 Offiziere und 2537 Unteroffiziers- und Mannschaftsdienstgrade. Sie war mit Krag-Gewehren und Colt-Maschinengewehren ausgerüstet; ihre Uniformen stammten aus Lagerbeständen der Marines. Ihr erster Kommandeur war Oberstleutnant Smedley D. Butler, der in dieser Funktion den Rang eines haitianischen Generalmajors erhielt. Die Gendarmerie wurde in Zusammenarbeit mit den Marines gegen eine aufständische Guerilla, die so genannten cacos eingesetzt. In den 1930er Jahren wurde die Truppe, offensichtlich nach dem Abzug der Marines 1934, in Garde d’Haiti umbenannt.

### Guardia Nacional Dominicana
Die Guardia Nacional Dominicana (GND) wurde während der amerikanischen Besetzung der Dominikanischen Republik gegründet, nachdem die Besatzungsmacht das bisherige Nationalheer aufgelöst hatte. Die GND wurde nach dem Abzug der Besatzungstruppen 1924 in die Policia Nacional umgewandelt. Ihr prominentestes Mitglied war der spätere Diktator Trujillo.

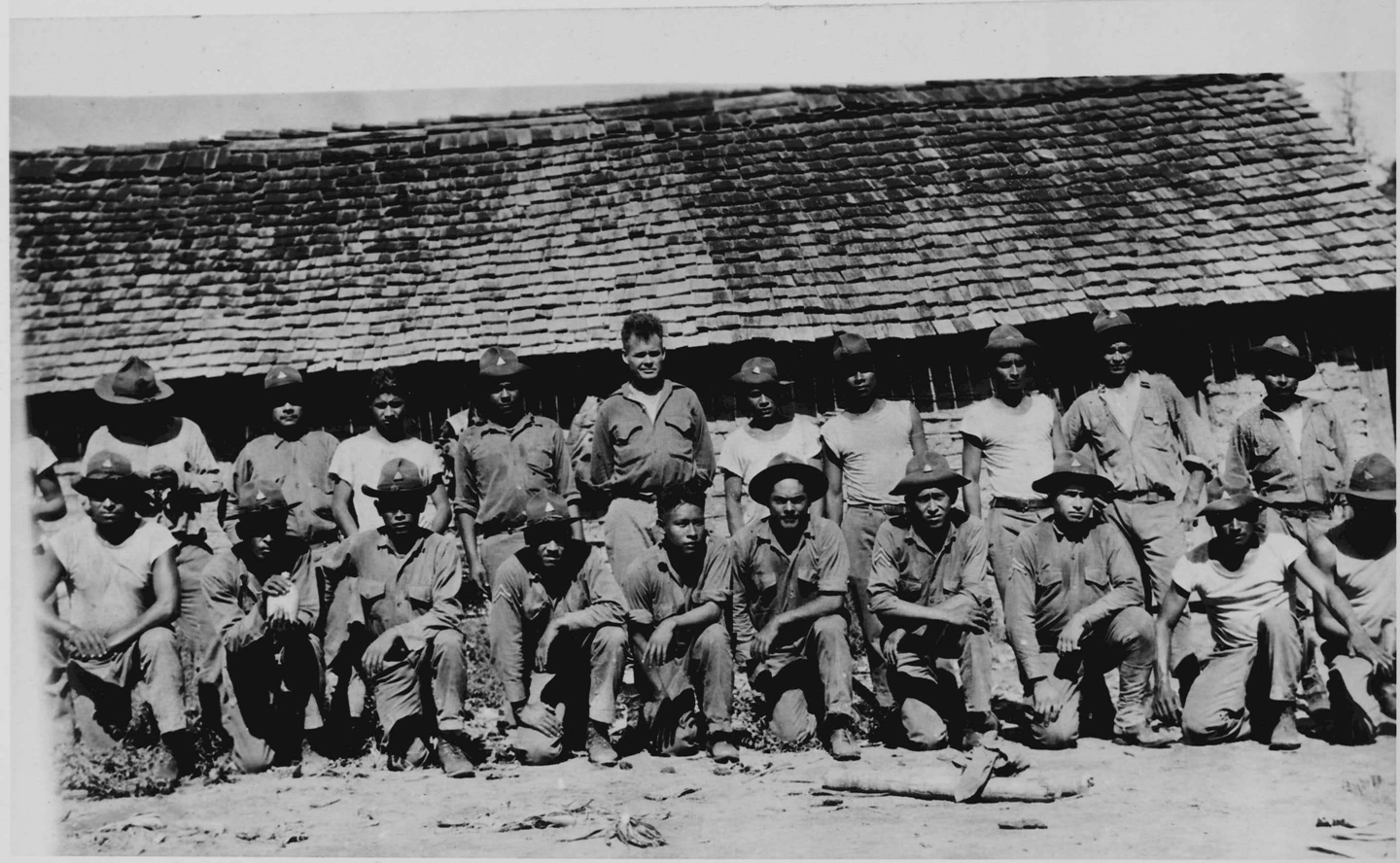
1st lieutenant Lewis B. Puller mit Angehörigen der Guardia Nacional

### Guardia Nacional de Nicaragua
Die Guardia Nacional de Nicaragua (GN) wurde 1927 durch die Marines für den Einsatz gegen General Augusto César Sandino aufgebaut und ausgebildet. Die Uniformierung der GN entsprach in den 1930er/40er Jahren völlig denen der Marines. Auf dem Höhepunkt der Kämpfe gegen Sandino 1932 besaß die GN eine Personalstärke von 303 Offizieren und 2274 Mann. Sie nahm bis zu ihrer Auflösung während der Nicaraguanischen Revolution 1979 auch die Polizeiaufgaben in Nicaragua wahr.

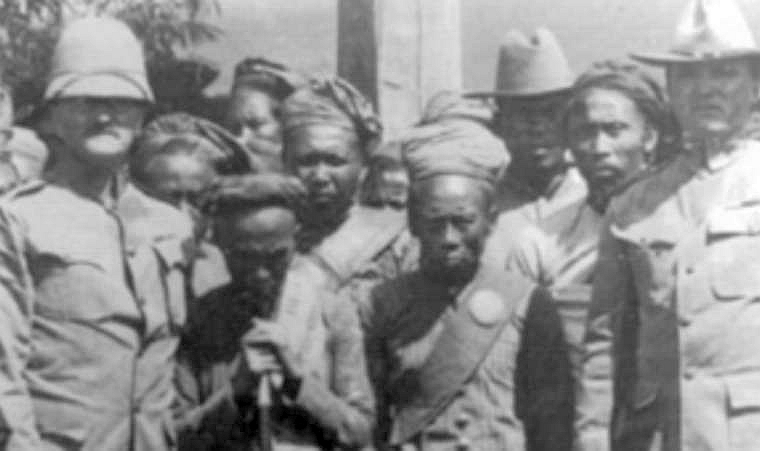
Major Cornelius C. Smith (erster v.r.), 1910

### Philippine Constabulary

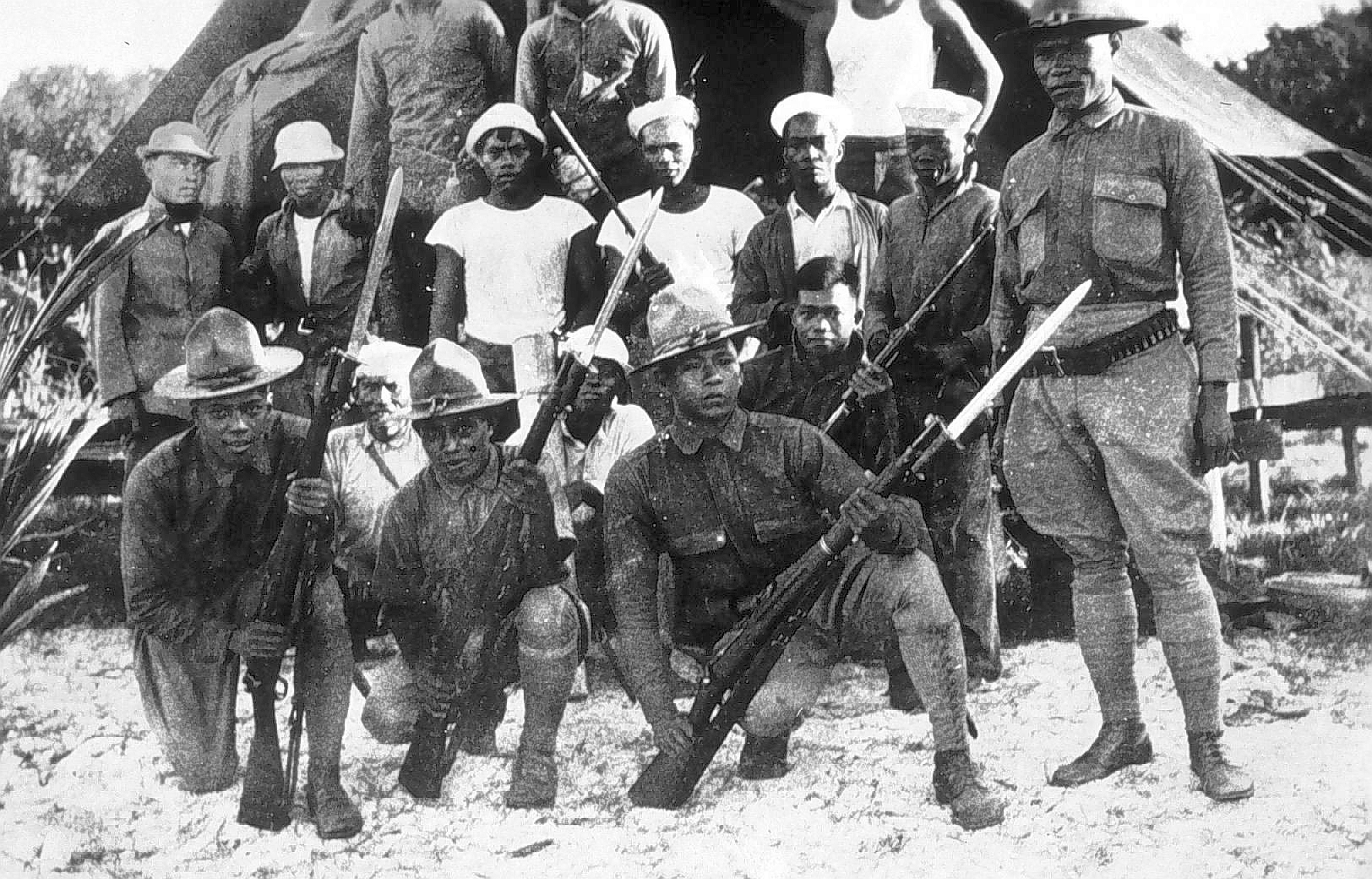
Theb3327

Auf den Philippinen wurde 1901 von der United States Army die Philippine Constabulary (Tagalog: Hukbóng Pamayapà ng Pilipinas, Spanisch: Policía de Filipinas) und später die Moro Constabulary gegründet. Die Philippine Constabulary wurde erst 1991 in die heutige Nationalpolizei Philippine National Police (Filipino: Pambansang Pulisya ng Pilipinas) umgewandelt. Die Constabulary diente als Vorbild für die Pennsylvania State Police, die 1905 als erste Staatspolizei in den Vereinigten Staaten gegründet wurde.

## Film und Fernsehen
- Sergeant Preston (Sergeant Preston of the Yukon, Fernsehserie USA 1955–1958, 78 Episoden, mit Richard Simmons als Sergeant der North-West Mounted Police im kanadischen Yukon-Territorium).
- African Patrol, TV-GB 1958/59, 39 Episoden, mit John Bentley in der Rolle des Chief Inspectors Paul Derek.
- Verrat im Dschungel (The Real Glory, USA 1939, mit Gary Cooper, Regie Henry Hathaway).
- Die scharlachroten Reiter (Northwest Mounted Police, USA 1940, mit Gary Cooper, Regie Cecil B. DeMille).
- Affäre in Trinidad (Affair in Trinidad, USA 1952, mit Rita Hayworth und Glenn Ford, Regie Vincent Sherman).
- Rebellion, F 2011, R.: Mathieu Kassovitz.